# وردرل لاس سوقووس
وردرل لاس سوقووس (به فرانسوی: Verderel-lès-Sauqueuse) یک کامین در فرانسه است که در Canton of Nivillers واقع شده‌است.

## خصوصیات
وردرل لاس سوقووس ۱۲٫۴۶ کیلومترمربع مساحت و ۷۵۵ نفر جمعیت دارد و ۱۳۷ متر بالاتر از سطح دریا واقع شده‌است.